# Andrée Lafayette
Andrée Lafayette, geboren als Andrée Rose Godard, (* 19. Mai 1903 in Achères, Frankreich; † 3. Oktober 1989 in Équemauville, Frankreich) war eine französische Theater- und Filmschauspielerin mit mehreren Ausflügen zum späten deutschen Stummfilm.

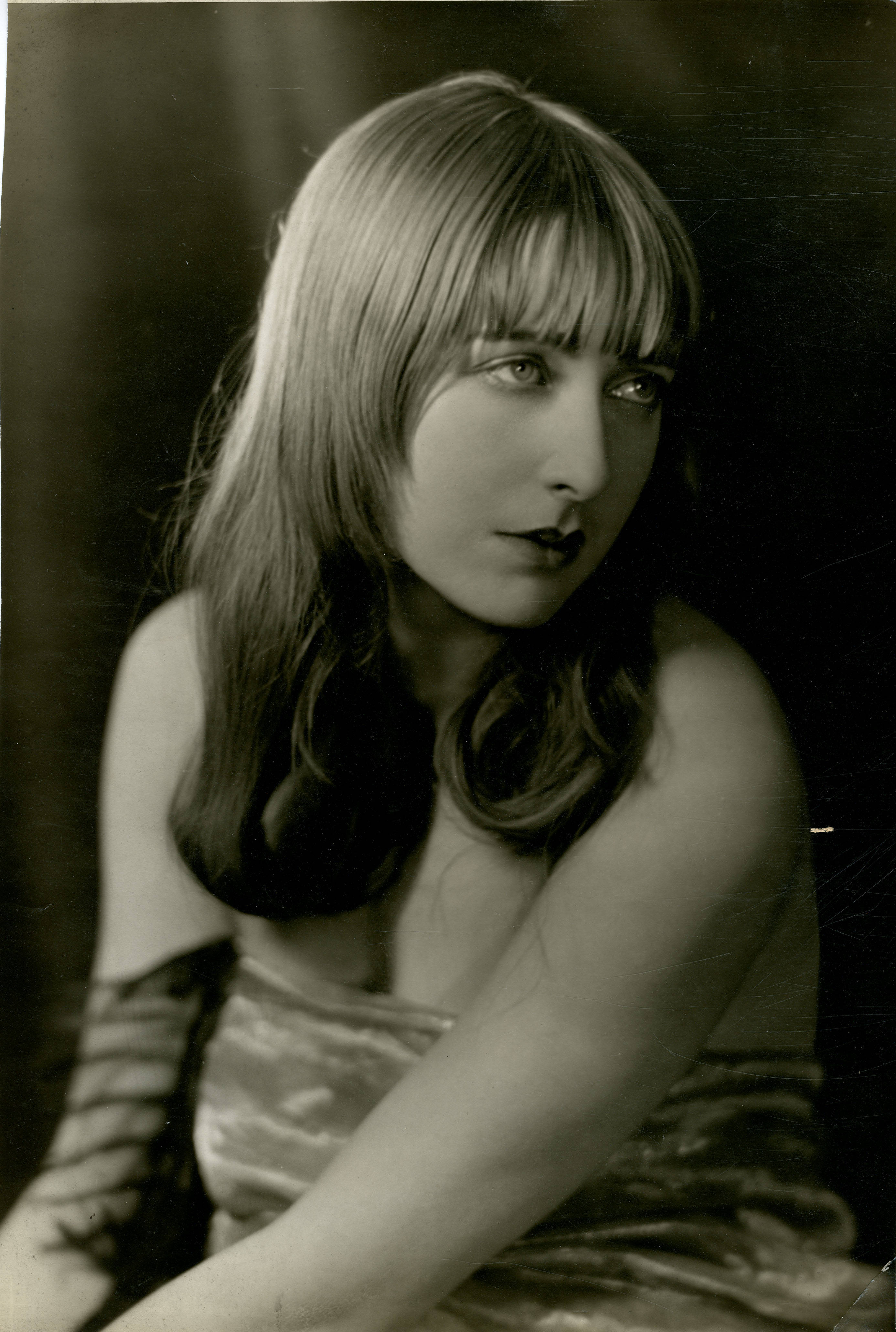
Andrée Lafayette (1923)

## Leben und Wirken

### Die frühen Jahre
Die Tochter eines Lokführers und Enkelin der berühmten Kurtisane des 19. Jahrhunderts, Valtesse de la Bigne, hatte im Sommer 1922 einen Schönheitswettbewerb in Aix-Les-Bains gewonnen und wurde zum Jahresbeginn 1923 von dem auf Frankreich-Reise befindlichen US-amerikanischen Schriftsteller Richard Walton Tully in die Vereinigten Staaten geholt, wo sie noch im selben Jahr mit dem US-Schauspieler Max Constant (1899–1943) nicht nur die Ehe einging, sondern auch vor die Kamera trat: In dem beliebten Filmstoff Trilby spielte sie an Constants Seite sogleich die Titelrolle. Trotz des mit einigem publizistischen Getöse begleiteten Karrierenstarts kam die Französin beim amerikanischen Publikum nicht so recht an, sie kehrte nach nur einer weiteren Produktion (erneut als Partnerin ihres Gatten) wieder nach Frankreich heim. Hier machte sie zunächst weniger Schlagzeilen mit beruflichen Leistungen als vielmehr als Geliebte des Prinzen Andreas von Griechenland, dem nachmaligen Schwiegervater von Queen Elizabeth II. Unter dem an den „Künstlernamen“ ihrer Großmutter angelehnten Namen Andrée Gräfin de la Bigne lebte Lafayette mit dem über zwanzig Jahre älteren Hochadeligen mehrere Jahre lang in einer Wohnung in Monaco.

### Fortsetzung der Filmkarriere
Andrée Lafayette schien als Künstlerin fast vergessen, als der deutsche Regisseur Manfred Noa sie für einige seiner Inszenierungen nach Berlin holte. Hier stand sie bis kurz vor Ende der Stummfilm-Ära in fünf Filmen an der Seite von altgedienten Stars wie Paul Wegener, Arthur Kraußneck, Bernhard Goetzke und Ernst Reicher und trat mit Hauptrollen vor allem in Dramen und Melodramen wie Glanz und Elend der Kurtisanen, Die Achtzehnjährigen und Der Staatsanwalt klagt an auf. In der Umbruchszeit vom Stumm- zum Tonfilm kehrte Andrée Lafayette wieder nach Paris heim und versuchte, mit sehr bescheidenen Resultaten, nun endlich auch eine französische Filmkarriere zu starten. Doch nach nur wenigen Produktionen, in denen sie zumeist mit Rollen durchgeistigter und vom gemeinen Volk entrückter Adeliger (Baronesse Seraphine in Fécondité, Königin Anna von Österreich in einer Drei Musketiere-Version und Kaiserin Eugénie an der Seite von Kinolegende Pola Negri in dem kaum beachteten Melodram Fanatisme) auffiel, war ihre Karriere de facto beendet. Nach dem Zweiten Weltkrieg stand Andrée Lafayette, bis zuletzt von ihrem einstigen Förderer Henri Diamant-Berger besetzt, noch dreimal vor der Kamera. Danach verschwand sie komplett aus dem Blickfeld der Öffentlichkeit.

## Filmografie (komplett)
- 1923: Trilby
- 1924: Why Get Married?
- 1927: Sind Frauenherzen käuflich? (Rue de la Paix)
- 1927: Glanz und Elend der Kurtisanen
- 1927: Die Achtzehnjährigen
- 1927: Der große Unbekannte
- 1928: Der Staatsanwalt klagt an
- 1928: Casanovas Erbe
- 1929: Fruchtbarkeit (Fécondité)
- 1931: Le Carillon de la liberté
- 1932: Les Trois Mousquetaires
- 1934: Fanatisme
- 1934: Kameliendame (La Dame aux camélias)
- 1948: La Révoltée
- 1951: Monsieur Fabre (Monsieur Fabre)
- 1953: Le Chasseur de chez Maxim’s